# Eva (periodico)
La rivista Eva, rivista settimanale per la donna italiana, fu pubblicato tra il 1933 e il 1968 in Italia con l'interruzione tra il 1943 e il 1945 a causa della seconda guerra mondiale. Fu, tra i rotocalchi italiani, uno tra i più popolari.

## Storia della rivista
"Eva" fu lanciata da Ottavia Vitagliano, nata Mellone, nel 1933, dopo la morte del marito Nino e il primo numero uscì nell'aprile di quell'anno. L'editore Vitagliano aveva sede a Milano. Nel 1964 Rusconi acquistò la rivista e proseguì le pubblicazioni fino al 1968 quando la chiuse. Mentre all'inizio ebbe solo undici pagine in bianconero, successivamente cambiò formato in tabloid, aumentò il numero delle pagine, stampò in più colori ed utilizzò un rotocalco simile al velluto. Il numero di pagine fu ampliato a 32 nel periodo tra il 1952 e il 1953.

## Contenuti
Per molti aspetti, fu una rivista femminile tradizionale. Ebbe articoli di moda, consigli di bellezza, materiale sulla casa e la famiglia. Per quanto concerne i servizi sulla moda, furono assai completi ed esaurienti, così come conteneva spesso notizie sulle star del cinema americano. All'inizio delle sue pubblicazioni dette informazioni sulla famiglia reale dei Savoia e di quella di Mussolini. 
La rivista nelle sue pagine conteneva alcune rubriche: l'oroscopo della settimana, narrativa romantica, consigli alle donne, lettere a Sonia, dietro il cui pseudonimo si celava Ottavia Vitagliano. Come molte altre importanti riviste italiane degli anni Trenta, Eva utilizzò le fotografie scattate dai fotografi che in quegli anni furono più in vista come il tedesco Paul Wolff, l'italiano Lucio Ridenti, ex attore e giornalista, la fotografa britannica Eva Barrett e quella ungherese, naturalizzata italiana, Ghitta Carell.